# Julus insulanus
Julus insulanus är en mångfotingart som beskrevs av Ludwig Carl Christian Koch 1882. Julus insulanus ingår i släktet Julus och familjen kejsardubbelfotingar. Inga underarter finns listade i Catalogue of Life.